# Pianeti scoperti dal progetto HATNet

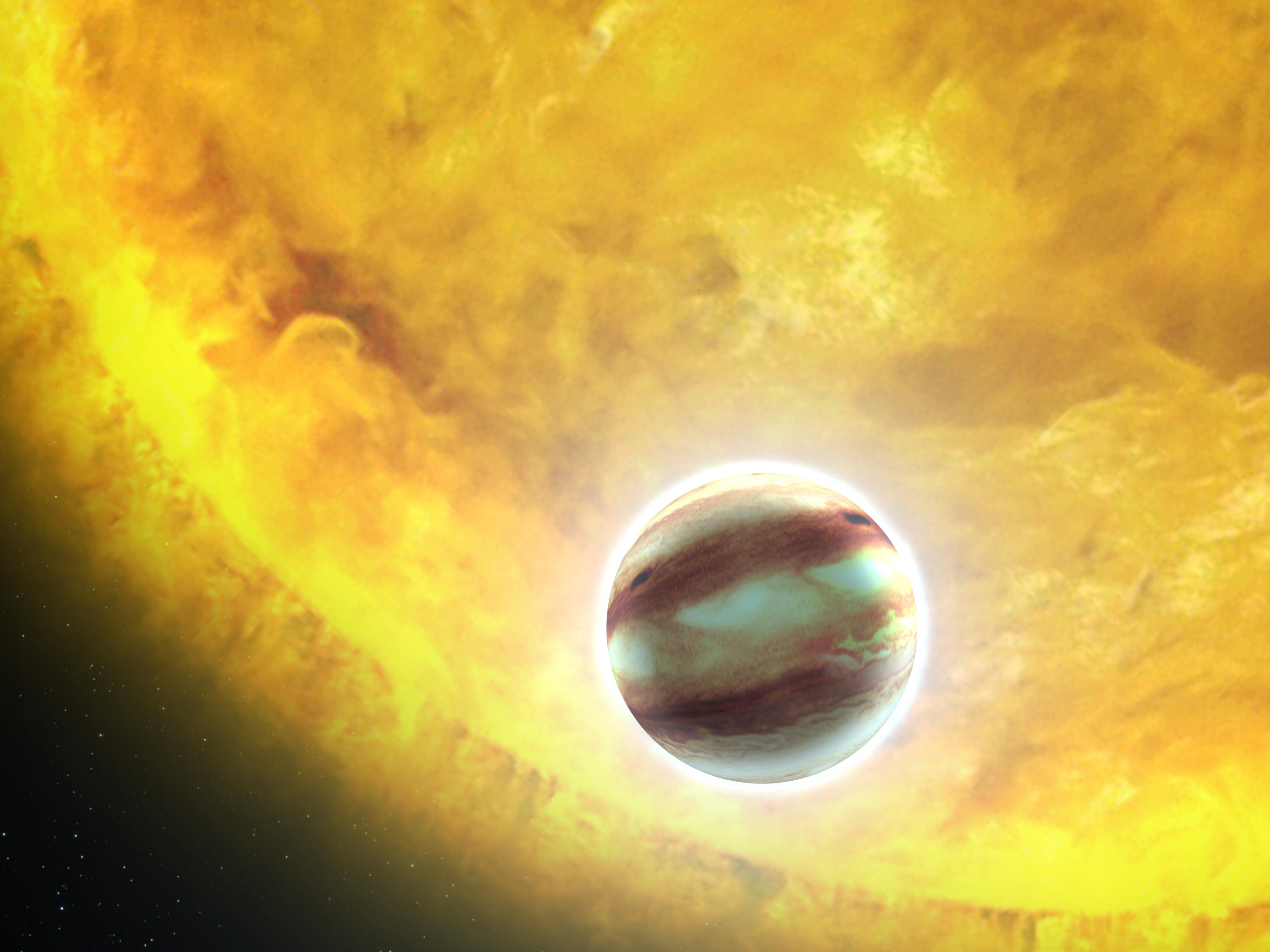
Illustrazione d'artista che mostra la stella HAT-P-7 e il suo pianeta HAT-P-7 b.

Questa lista, aggiornata al 27 agosto 2013, contiene tutti i pianeti scoperti dal progetto HATNet e che al momento sono considerati confermati dalla comunità scientifica.
Il Progetto HATNet ha scoperto 46 pianeti extrasolari con il metodo del transito e due pianeti (HATP-P-13 c e 17 c) individuati tramite il metodo delle velocità radiali, più altri due pianeti non confermati, HAT-P-13 d e HAT-P-31 c, in attesa di ulteriori studi. HAT-P-44 c e HAT-P-46 c son stati invece scoperti utilizzando il metodo della variazione dei tempi di transito (TTV).
I pianeti scoperti da HATNet con il transito sono tutti appartenenti categoria dei pianeti gioviani caldi, e sono al momento l'unico compagno delle rispettive stelle, fatta eccezione per HAT-P-13, 17, 31, 44 e 46. Tali sistemi sono appunto quelli che ospitano i due pianeti individuati per velocità radiali, i due ipotizzati e i due individuati tramite TTV. HAT-P-13 in particolare è la prima stella con un pianeta transitante e un altro pianeta più esterno in un'orbita ben definita rilevato tramite velocità radiali. È capitato che alcuni pianeti (HAT-P-10 b, 14 b, 27 b e 30 b) siano stati identificati contemporaneamente con il team di SuperWASP. Il loro nome è deciso in base a quale team ha enunciato per primo la scoperta, seguito dal nome del progetto secondo arrivato.
La prima scoperta venne annunciata il 17 settembre 2006: HAT-P-1 b è un gioviano caldo in orbita a soli 8 milioni di km dalla sua stella madre, membro di un sistema stellare binario di stelle molto simili al Sole.
Il secondo pianeta, HAT-P-2 b, è stano annunciato l'anno successivo, il 3 maggio 2007, un altro gioviano caldo. Come peculiarità il pianeta era all'epoca quello con le più alta densità e gravità superficiale.

## Elenco dei pianeti
Di seguito vengono elencati i 52 pianeti scoperti o ipotizzati dal progetto HATNet, insieme ai pianeti ipotizzati ma ancora da confermare definitivamente, evidenziati in giallo. Nell'intestazione della tabella sono riportate le varie fonti generali utilizzate. Per informazioni più precise sull'origine dei dati riferirsi alla voce dedicata all'oggetto.